# Никольская церковь (Поречье, старообрядческая)
Храм святителя Николы Чудотворца (Никольская церковь) — недействующий старообрядческий православный храм в селе Поречье Малоярославецкого района Калужской области. Построен в 1907—1911 годах старообрядцами австрийского (белокриницкого) согласия. Закрыт в 1930-х годах. Памятник архитектуры регионального значения.

## История
В начале XX века в Поречье существовала большая старообрядческая община, которая собиралась в небольшой моленной у крестьянина Льва Ивановича Строганова. В 1905 году издан указ «Об укреплении начал веротерпимости», что позволило старообрядцам получать официальную регистрацию и строить полноценные храмы. Поречинская община зарегистрирована в апреле 1907 года. Тогда же был утверждён проект постройки каменного храма, который затем был опубликован в одном из первых номеров старообрядческого журнала «Церковь» с просьбой о пожертвованиях на строительство. Согласно первоначальному проекту, храм должен был быть однокупольным.
Строительство началось летом 1907 года. Средства на возведение храма выделили братья-фабриканты Василий, Кирилл, Фёдор и Викула Сергеевы. 3 февраля 1911 года старообрядческий епископ Калужско-Смоленский Иона (Александров) совершил чин освящения храма во имя святителя Николы Чудотворца. По легенде, утром перед освящением на паперти прихожане увидели лежащую змею, что было воспринято как дурной знак. 28 июля 1912 года освящён Одигитриевский придел.
Закрыта в 1930-х годах. В XXI веке заброшена и полуразрушена. Из внутреннего убранства сохранилась только метлахская плитка. Время от времени в храме проводятся молебны.

## Архитектура
Кирпичная неоштукатуренная церковь в русском стиле с боковыми приделами и колокольней. Основной объём завершён пятиглавием. Находится в плохом состоянии: завершение колокольни и накупольные кресты отсутствуют, покрыта растительностью, внутренняя отделка утрачена.